# Nachal Pa'ar
Nachal Pa'ar (hebrejsky: נחל פער) je vádí v Horní Galileji, v severním Izraeli.
Začíná v údolí, které odděluje hory Har Adir a Har Chiram, cca 2 kilometry západně od vesnice Sasa. Směřuje pak k západu hlubokým zalesněným údolím. Na severovýchodním okraji města Churfejš se stáčí k jihu a zprava ústí do vádí Nachal Chiram.